# Chinmayi Sripada

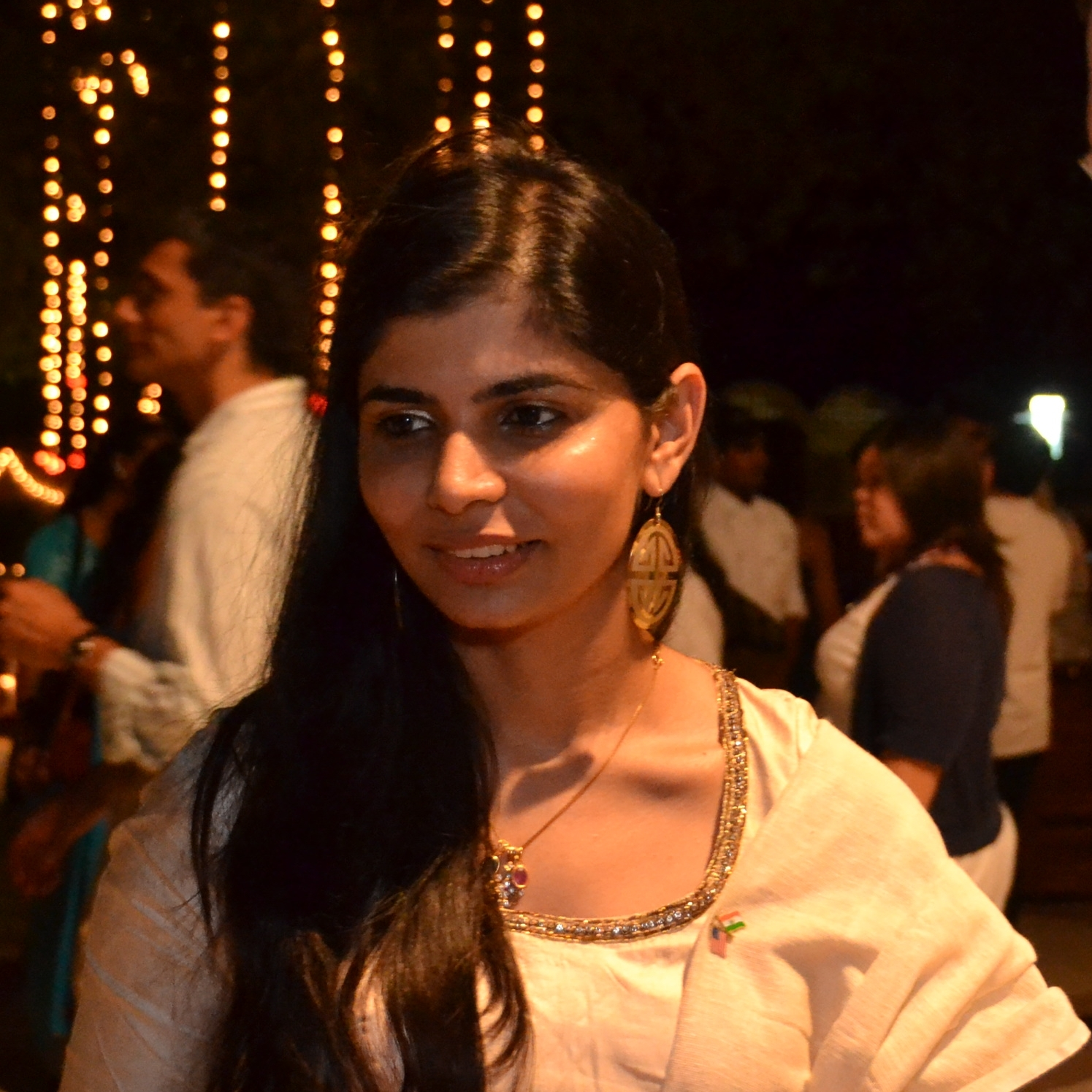
Chinmayi Sripada (2011)

Chinmayi Sripada (Tamil சின்மயி ஸ்ரீபாதா; * 8. September 1984 in Mumbai) ist eine indische Sängerin und arbeitet hauptsächlich für den südindischen Film. Sie ist ebenfalls als Synchronsprecherin, Fernseh- und Radiomoderatorin tätig und Gründerin und Vorstand des Übersetzungsunternehmens Blue Elephant. Mit dem Lied Oru Deivam Thantha Poovae (Tamil ஒரு தெய்வம் தந்த பூவே) im Film Kannathil Muthamittal (Tamil கன்னத்தில் முத்தமிட்டால்), der 2003 den National Award in sechs Kategorien der 50. National Film Awards gewann, wurde sie berühmt. 

## Biographie

### Frühe Jahre
Sripada stammt aus einer musikalischen Familie. Sie ist väterlicherseits die Enkelin des berühmten auf Telugu singenden karnatischen Sängers und Gurus Sripada Pinakapaani und wurde von ihrer Mutter T. Padmhasini, einer Musikwissenschaftlerin und Sängerin, in karnatischer Musik und klassischer Hindustani-Musik unterrichtet. Nach ihrer frühen Kindheit zog Sripada nach Chennai, wo sie bis zum 10. Lebensjahr auf die Children’s Garden School ging. Danach schrieb sie sich an der Hindu Senior Secondary School ein und setzte ihre Ausbildung nach der 10. Klasse mit Heimstudien fort.
Sripada erhielt im Alter von 10 Jahren ein Stipendium des Centre for Cultural Resources and Training von der Regierung Indiens. Vom All India Radio gewann sie 2000 eine Goldmedaille für Ghasele und 2002 eine Silbermedaille für klassische Hindustani-Musik. Am Goethe-Institut in Chennai, dem Max Mueller Bhavan, lernte sie Deutsch und absolvierte Zertifizierungskurse des National Institute of Information Technology und SSI Management im Webdesign. Während ihrer Schulzeit hatte sie Jobs bei Sify Technologies und StudentConcepts. Sripada hat die University of Madras mit dem Bachelor of Science im Fach Psychologie abgeschlossen. Zusätzlich beherrscht Sripada viele Tanzformen wie beispielsweise Odissi. Neben ihrer Muttersprache Tamil spricht sie Hindi, Englisch, Telugu, Marathi, Malayalam und Deutsch fließend.

### Karriere

#### Gesang

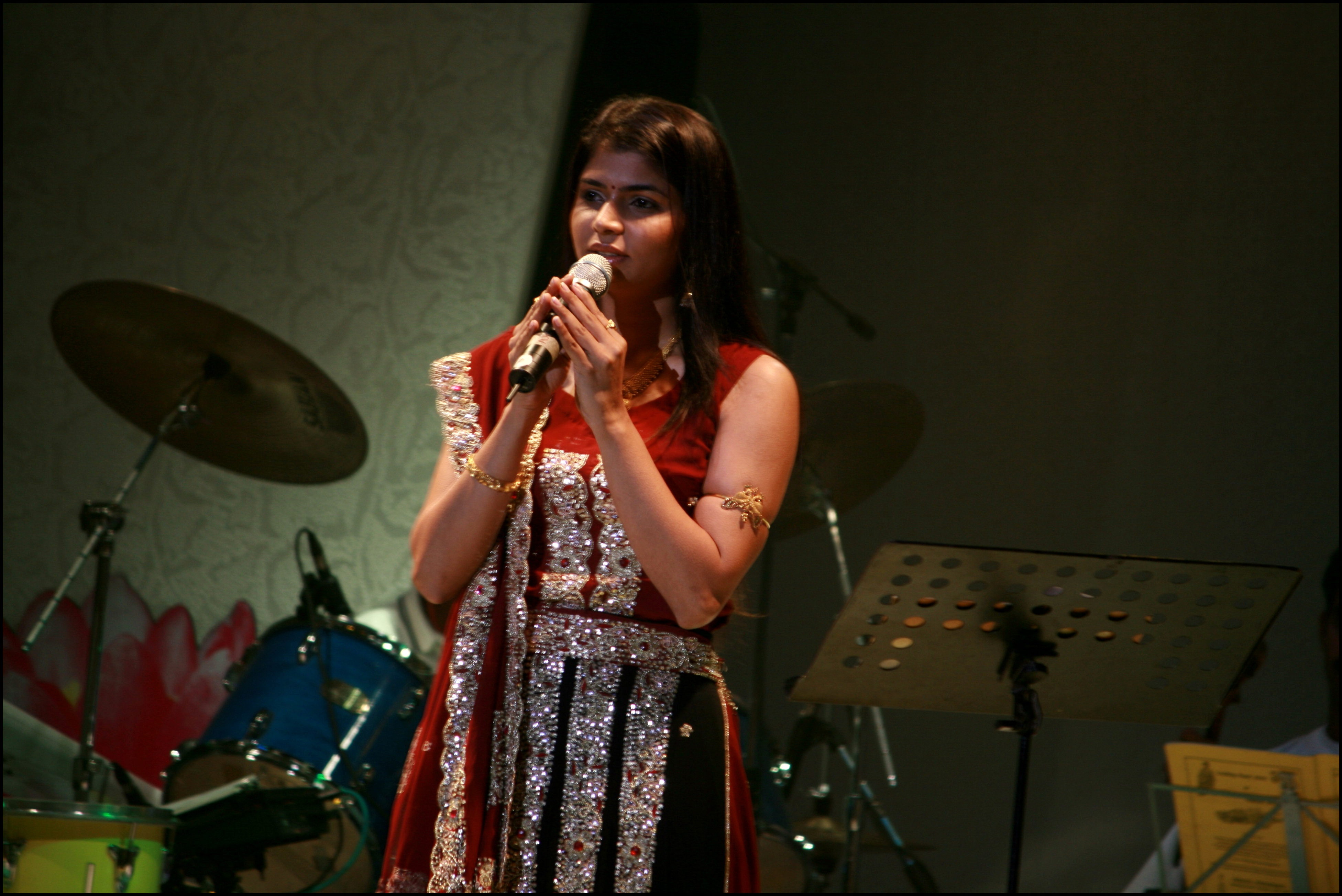
Chinmayi Sripada (2008)

Sripada gewann das Vorsingen des Saptasawarangal, ein Wettbewerb von Sun TV, woraufhin der Sänger Srinivas sie dem Filmkomponisten A. R. Rahman vorstellte. Ihre Karriere begann mit dem Lied Oru Deivam Thantha Poovae im preisgekrönten Film Kannathil Muthamittal. Nach einigen Jahren, in denen sie nur in Tamil-, Telugu-, Tulu- und Malayalam-sprachigen Filmen sang, machte sie ihr Bollywood-Debüt im Film The Rising – Aufstand der Helden mit dem Lied Holi Re. Etwa ein Jahr später wurde sie mit den Liedern Tere Bina und Mayya im Film Guru bekannter. Mit Beda Beda sang sie 2007 erstmals ein Lied auf Kannada. Seit 2007 sang sie über 1.000 Lieder in sechs verschiedenen Sprachen (Stand: 2013).
In Zusammenarbeit mit dem Komponisten Vishal–Shekhar brachte Sripada eine Single aus dem Album Sitakokachiluka auf Tamil und Telugu heraus. Ihre Erlöse aus legalen Downloads gingen an Ma-Niketan, eine Unterkunft für verwaiste und hilfebedürftige Mädchen in Thane, die Vishal-Shekhar unterstützt.

#### Synchronsprecherin
Erstmals 2006 sprach Sripada im tamilischen Film Sillunu Oru Kaadhal für die Filmschauspielerin Bhumika Chawla ein. Seitdem hat sie für mehrere Hauptrollen-Schauspielerinnen in tamilischen Filmen gesprochen, darunter Tamannaah, Sameera Reddy, Samantha Ruth Prabhu und Trisha. Außerdem stellte sie ihre Stimme in synchronisierten Telugu-Filmen zur Verfügung. Sie synchronisierte die berühmte Rolle Jessie, dargestellt von Trisha, im Film Vinnaithaandi Varuvaaya. Dieselbe Rolle wurde im Telugu-Film Ye Maaya Chesave von Prabhu und im Hindi-Film Ekk Deewana Tha von Amy Jackson gespielt. In allen drei Filmen sprach Sripada für die Rolle ein und gewann 2010 den Nandi Award for Best Female Dubbing Artist für Ye Maaya Chesave. Des Weiteren lieh sie Reddy in Vettai und allen ihren weiteren tamilischen Filmen ihre Stimme. Im Jahre 2012 synchronisierte sie für Prabhu in den Filmen Eega auf Telugu und Naan Ee auf Tamil. Auch für Nayanthara sprach sie im tamilischen Film Sri Rama Rajyam ein. Außerdem synchronisierte sie für Prabhu in den Telugu-Filmen Attarintiki Daredi und Ramayya Vasthavayya. 

#### Fernsehen und Radio
Sripada trat in der ersten Staffel der Castingshow Airtel Super Singer auf Star Vijai, die von April bis August 2006 ausgestrahlt wurde, als Fernsehmoderatorin auf. Ebenfalls moderierte sie die erste Staffel der Airtel Super Singer Junior von Februar bis Juli 2007. Sie begann 2008 noch mit der Moderation der zweiten Staffel, aber musste sie dann abbrechen, weil sie öffentlich bekanntgab, dass sich durch diese Show ihr Vertrag verlängern würde. Während dieser Zeit war sie auch am Radiosender aahaa! fm in Chennai tätig, wo sie die Frühstücksshow Aahaa Kaapi Klub moderierte. Im Juni 2010 trat sie als Ansagerin in der Castingshow Chhote Ustaad auf, die mit der ersten Staffel von Sangeetha Mahayuddham auf Sun TV konkurrierte. Bereits am 15. August 2010, nach nur acht Folgen, verließ sie die Show.

## Zur Person
Im September 2013 gab Sripadas Mutter Padmhasini auf Twitter bekannt, dass Rahul Ravindran, ein südindischer Filmschauspieler, ihr künftiger Schwiegersohn werden würde. Sripada und Ravindran waren gute Freunde und Kollegen, die seit Juni 2013 eine Beziehung eingegangen waren. Am 5. Mai 2014 wurden sie getraut.

## Geschäftsleben
Sripada ist Vorstand des Übersetzungsunternehmens Blue Elephant, dass sie im August 2005 gegründet hat. Ihr Unternehmen stellt die Sprachdienstleistung für verschiedene multinationale Unternehmen, wie unter anderen Scope eKnowledge, Ford, Dell Technologies, Ashok Leyland und Reliance Industries. Mit Blue Elephant gewann sie 2010 eine Auszeichnung der SAARC Chamber for Women Entrepreneurship for Excellence in der Kategorie „Nischenindustrie“. Im Jahre 2011 wurde sie als erste weibliche Unternehmerin aus Tamil Nadu für das renommierte FORTUNE/US State Department Global Women’s Mentoring Partnership Program ausgewählt.
Am 19. Oktober wurde Sripada in Anerkennung ihrer unternehmerischen und sozialen Initiativen mit einem Femina Penn Shakti Award ausgezeichnet.

## Preise

### Preise für Gesang
Mirchi Music Awards
- 2013: Female Vocalist of the Year für Titli (Chennai Express)
- 2014: Mirchi Platinum Disc für Mast Magan
- 2014: Mirchi Music Awards – Song of the Year für Zehnaseeb from Hasee Toh Phasee
- 2014: Mirchi Music Awards – Album of the Year für 2 States

Filmfare Awards South
- 57th Filmfare Awards South 2009: Best Female Playback Singer – Tamil für Vaarayo Vaarayo (Aadhavan)
- 59th Filmfare Awards South 2011: Best Female Playback Singer – Tamil für Sara Sara (Women’s)
- 64th Filmfare Awards South 2016: Best Female Playback Singer – Malayalam für Oonjalil Aadi (Action Hero Biju)

Tamil Nadu State Film Awards
- 2002: Best Female Playback für Oru Deivam Thantha Poove (Kannathil Muthamittal)
- 2007: Best Female Playback für Sahana (Shivaji)
- 2010: Best Female Playback für Kilimanjaro (Enthiran)

Vijay Awards
- 4th Vijay Awards 2009: Best Female Playback Singer für Vaarayo Vaarayo (Aadhavan)
- 6th Vijay Awards 2011: Best Female Playback Singer für Sara Sara (Vaagai Sooda Vaa)

South Indian International Movie Awards
- 2011: SIIMA Award for Best Female Playback Singer für Sara Sara (Vaagai Sooda Vaa)

Vijay Music Awards
- 2010: Popular Female Playback Singer für Kilimanjaro (Endhiran)
- 2011: Best Female Singer Female für Sara Sara (Vaagai Sooda Vaa)

The Times Film Awards
- 2011: The Chennai Times Award for Best Female Playback Singer für Sara Sara (Vaagai Sooda Vaa)

Edison Awards
- 2011: Edison Award for Best Female Playback Singer für Chotta Chotta (Engeyum Eppodhum)
- 2012: Edison Award for Best Female Playback Singer für Asku Laska (Nanban)

Isaiaruvi Tamil Music Awards
- 2007: Best Female Playback Singer für Sahana (Shivaji)
- 2009: Best Female Playback Singer für Vaarayo Vaarayo (Aadhavan)

Mirchi Music Awards South
- 2010: Best Female Playback Singer – Tamil für Kilimanjaro (Endhiran)

Weitere Preise
- 2002: Award from Ajanta Fine Arts für Oru Deivam (Kannathil Muthamittal)
- 2002: Best Media Associates Award für Best Female Playback Singer für Oru Deivam (Kannathil Muthamittal)
- 2002: ITFA Award for Best Upcoming Playback Singer für Oru Deivam (Kannathil Muthamittal)
- 2007: Film Fans Association Award for Beat Female Playback Singer für Sahana (Shivaji)
- 2007: Jaya TV Award for Best Female Playback Singer für Sahana (Shivaji)
- 2007: Lions Club Award for Best Female Playback singer für Sahana (Shivaji)
- 2009: Alandur Fine Arts for Best Female Playback Singer
- 2009: South Scope Cine Award for Best Female Playback Singer für Vaarayo Vaarayo (Aadhavan)
- 2010: BIG Tamil Award for Best Entertaining Female Singer für Poove Poove (Siddhu +2)
- 2010: MGR Sivaji Academy Award for Best Female Playback Singer für Kilimanjaro (Endhiran)
- 2010: Vijayam Tamil Movie Award for Favourite Female Singer of the Year
- 2011: Navaratna Women Achievers Award for Best Female Playback Singer
- 2011: Norway Tamil Film Festival Award for Best Female Playback Singer für Sara Sara (Vaagai Sooda Vaa)
- 2011: BIG Tamil Melody Music Award for Best Female Playback Singer für Sara Sara (Vaagai Sooda Vaa)
- 2011: Filmfans' Association Award for Best Female Playback Singer für Sara Sara (Vaagai Sooda Vaa)
- 2011: Variety Film Award for Best Female Playback Singer für Sara Sara (Vaagai Sooda Vaa)
- 2015: Big Tamil Music Awards – Best Female Playback Singer für I' Ennodu Nee Irundhaal
- 2015: Ugadi Puraskar – Best Female Playback Singer für Vadhantune

### Preis für Synchronrollen
- 2011: 1. Platz beim Nandi Award for Best Female Dubbing Artist für Ye Maaya Chesave (Samantha Ruth Prabhu)

### Andere Preise
- 1999: All India First and Best Performer Award from Sangam Kala Group
- 2000: All India First from All India Radio for Ghazals
- 2003: Pride of Sangam Award
- 2008: RITZ Amazing Woman Award
- 2009: Vikatan Award for Best Television Show Host
- 2011: Award from SAARC Chamber for Women Entrepreneurship for Excellence
- 2011: Vocational Excellence Award from Rotary Club of Madras
- 2015: Mercedes Benz – Ritz Woman of Merit award
- 2015: Rotary Club Inner Wheel (Nanganallur): Swarna Ratna Award
- 2016: Indian of the Year: CNN IBN: Chennai Micro

## Diskographie

### Liste der Songs auf Tamil
| Jahr | Film                              | Lied                             | Komposition                                                   | Co-Gesang                                                                |
| ---- | --------------------------------- | -------------------------------- | ------------------------------------------------------------- | ------------------------------------------------------------------------ |
| 2017 | Naan Aanaiyittal                  | Thenamma Thenamma                | Anoop Rubens                                                  | Vijay Yesudas                                                            |
| 2017 | Rangoon                           | Thottil Madiyil                  | R. H. Vikram                                                  | R. H. Vikram                                                             |
| 2017 | Kaatru Veliyidai                  | Nallai Allai                     | A. R. Rahman                                                  | Sathya Prakash                                                           |
| 2017 | Kaalakkoothu                      | Netri Kungumam                   | Justin Prabhakaran                                            | V. V. Prasanna                                                           |
| 2017 | Panjumittai                       | Manasula Irukkudhu Aasai         | D. Imman                                                      | Sarath Santhosh                                                          |
| 2017 | Tube Light                        | Ceylonu Silk Nila                | Indra                                                         | Solo                                                                     |
| 2016 | Chennai 600028 II: Second Innings | Nee Kidaithal                    | Yuvan Shankar Raja                                            | Haricharan                                                               |
| 2016 | Thappu Thanda                     | Mughaye Ven Mughaye              | Naren Balakumar                                               | Abhay Jodhpurkar                                                         |
| 2016 | Thappu Thanda                     | Mughaye Ven Mughaye (Reprise)    | Naren Balakumar                                               | Solo                                                                     |
| 2016 | Yaakkai                           | Naan Ini Kaatril                 | Yuvan Shankar Raja                                            | Yuvan Shankar Raja                                                       |
| 2016 | Bongu                             | Vella Kuthira                    | Srikanth Deva                                                 | B. Jagadeesh                                                             |
| 2016 | Dharma Durai                      | Endha Pakkam                     | Yuvan Shankar Raja                                            | Rahul Nambiar                                                            |
| 2016 | 24                                | Naan Un                          | A. R. Rahman                                                  | Arijit Singh                                                             |
| 2016 | Puthiya Payanam                   | Nirvaathamay                     | Edwin S A                                                     | Shweta Mohan                                                             |
| 2016 | Virumandikkkum Sivanandikkum      | Kottuthu Kottuthu                | R. Devarajan                                                  | Prasanna                                                                 |
| 2016 | Pattathari                        | Kannodu                          | S. S. Kumaran                                                 | Solo                                                                     |
| 2016 | Adra Machan Visilu                | Nenjil Yaaradhu                  | N. R. Raghunanthan                                            | Naresh Iyer                                                              |
| 2016 | Jackson Durai                     | Yethetho                         | Siddharth Vipin                                               | Karthik                                                                  |
| 2016 | Nijama Nizhala                    | Noorukodi Pennil                 | Subu Siva                                                     | Gopal Rao                                                                |
| 2016 | Moondraam Ullaga Por              | Vaanmazhai                       | Ved Shankar                                                   | Ved Shankar                                                              |
| 2016 | Ennul Aayiram                     | Kaathu Kidantha                  | Gopi Sunder                                                   | Najim Arshad                                                             |
| 2016 | Ennul Aayiram                     | Uyiril                           | Gopi Sunder                                                   | Solo                                                                     |
| 2016 | Ko 2                              | Kannamma                         | Leon James                                                    | Inno Genga                                                               |
| 2016 | Azhagu Kutti Chellam              | Kadhal Oru Sathurangam           | Ved Shankar                                                   | Abhay Jodhpurkar                                                         |
| 2016 | Kodai Mazhai                      | Pattala Rasave                   | Sambasivam                                                    | Solo                                                                     |
| 2015 | 144                               | Poove Pooviname                  | Sean Roldan                                                   | Sean Roldan                                                              |
| 2015 | Rudhramadevi                      | Anthapurathil                    | Ilayaraja                                                     | Sadhana Sargam, K. S. Chithra                                            |
| 2015 | Thakka Thakka                     | Edhum Sollaamal                  | Jakes Bejoy                                                   | Haricharan                                                               |
| 2015 | Veeravamsam                       | Manmatha Manmatha                | Kapileshwer                                                   | Solo                                                                     |
| 2015 | Puli                              | Mannavanae Mannavanae            | Devi Sri Prasad                                               | Sooraj Santhosh, M. L. R. Karthikeyan, Anitha                            |
| 2015 | Massu Engira Masilamani           | Naan Aval Illai                  | Yuvan Shankar Raja                                            | Karthik                                                                  |
| 2015 | Maya                              | Aayiram Aayiram                  | Ron Yohann                                                    | Solo                                                                     |
| 2015 | Meymarandhen Paaraayo             | Meymarandhen Paaraayo            | Himesh Reshammiya                                             | Solo                                                                     |
| 2015 | Meymarandhen Paaraayo             | Santhaikku Vanthaayo             | Himesh Reshammiya                                             | Sathya Prakash                                                           |
| 2015 | Meymarandhen Paaraayo             | Nerum Inmaiyaal                  | Himesh Reshammiya                                             | Solo                                                                     |
| 2015 | Asurakulam                        | Yedharku Penne                   | C. Sathya                                                     | Santy Jude, N. S. Kamatchi                                               |
| 2015 | Yennai Arindhaal…                 | Idhayathai Yedho Ondru           | Harris Jayaraj                                                | Solo                                                                     |
| 2015 | Anegan                            | Roja Kadale                      | Harris Jayaraj                                                | Shankar Mahadevan, Sunidhi Chauhan                                       |
| 2015 | Isai                              | Isai Veesi                       | S. J. Surya                                                   | Solo                                                                     |
| 2015 | Isai                              | Adho Vanile Nila                 | S. J. Surya                                                   | Karthik, S. J. Surya                                                     |
| 2015 | I                                 | Ennodu Nee Irundhaal (Reprise)   | A. R. Rahman                                                  | Sid Sriram                                                               |
| 2015 | Viraivil Isai                     | Unnal Kanda                      | M. S. Ram                                                     | Vijay Prakash                                                            |
| 2015 | Arjunan Kadhali                   | Yedho Yedho Seithal              | Srikanth Deva                                                 | Vijay Prakash                                                            |
| 2015 | Kadhal 2 Kalyanam                 | Ithu Kadhalai Irunthidumo        | Yuvan Shankar Raja                                            | Benny Dayal                                                              |
| 2015 | Thagadu Thagadu                   | Naan Naanaga Illai               | Balamurali Balu                                               | Haricharan                                                               |
| 2015 | Nambiar                           | Ithuvarai Yaarum                 | Vijay Antony                                                  | Rahul Nambiar                                                            |
| 2015 | Ivanum Panakkaran                 | Sharalalla                       | Srikanth Deva                                                 | Srikanth Deva                                                            |
| 2015 | Bagavan                           | Minnal Minnum                    | K. K. Bagavath Kumar                                          | Karthik                                                                  |
| 2015 | Boologam                          | Tatto                            | Srikanth Deva                                                 | Vaishali, Abhay Jodhpurkar                                               |
| 2015 | Karthikeyan                       | Thandava                         | Sekar Chandra                                                 | Solo                                                                     |
| 2014 | Nerungi Vaa Muthamidathe          | Yaarum Paakkama                  | Madley Blues                                                  | Solo                                                                     |
| 2014 | Thirunthuda Kadhal Thiruda        | Oliyin                           | Ranjith Melppat                                               | Karthik                                                                  |
| 2014 | Yaan                              | Latcham Calorie                  | Harris Jayaraj                                                | Arjun Menon                                                              |
| 2014 | Yaan                              | Nenje Nenje                      | Harris Jayaraj                                                | Unni Krishnan, Pravin Saivi                                              |
| 2014 | Ninaithathu Yaaro                 | Kairegai                         | X. Paulraj                                                    | Solo                                                                     |
| 2014 | Enna Satham Indha Neram           | Vizhiyal Pesum                   | Naga                                                          | Solo                                                                     |
| 2014 | Mathapoo                          | Yaaridamum Solladha              | Sabesh-Murali                                                 |                                                                          |
| 2014 | Kochadaiiyaan                     | Idhayam                          | A. R. Rahman                                                  | Srinivas                                                                 |
| 2014 | Thirumanam Enum Nikkah            | Enthaaraa Enthaaraa              | M. Ghibran                                                    | Shadab Faridi                                                            |
| 2014 | Aaha Kalyanam                     | Kadha Kadha                      | Dharan                                                        | Solo                                                                     |
| 2014 | Eppodhum Vendran                  | Jesus Magalae                    | Srikanth Deva                                                 | Abhay Jodhpurkar                                                         |
| 2014 | Nalanum Nandhiniyum               | Thoongama                        | Ashwath Naganathan                                            | Balram                                                                   |
| 2014 | Vilasam                           | Salai Oram Nindru                | Ravi Ragav                                                    | Haricharan                                                               |
| 2014 | Nadhigal Nanaivathillai           | Jillu Jillu                      | Soundharyan                                                   | Solo                                                                     |
| 2014 | Kadhal Solla Asai                 | Enna Mayam                       | S. Lekha                                                      | Solo                                                                     |
| 2014 | Kalai Vendhan                     | Nenjukkulle                      | Srikanth Deva                                                 | Karthik                                                                  |
| 2013 | Naveena Saraswathi Sabatham       | Kaathirundhai Anbe               | Prem Kumar                                                    | Abhay Jodhpurkar, Nivas                                                  |
| 2013 | Irandaam Ulagam                   | Iravinil Oruvanai                | Anirudh Ravichander                                           | Solo                                                                     |
| 2013 | Maryan                            | Naetru Aval                      | A. R. Rahman                                                  | Vijay Prakash                                                            |
| 2013 | Kadal                             | Magudi Magudi                    | A. R. Rahman                                                  | Aaryan Dinesh Kanagaratnam, Tanvi Shah                                   |
| 2013 | Ainthu Ainthu Ainthu              | Vizhiyile Vizhiyile              | Simon                                                         | Haricharan, Blaaze                                                       |
| 2013 | Ambikapathy                       | Kanaave Kanaave                  | A. R. Rahman                                                  | Madhushree, Vaishali, Pooja Vaidyanath, Sharanya Srinivas, Aanchal Sethi |
| 2013 | Annakodi                          | Aavarangaatukulla                | G. V. Prakash Kumar                                           | Sathya Prakash                                                           |
| 2013 | Sandhithathum Sindhithathum       | Uyire Uyirin                     | Sabesh-Murali                                                 | Haricharan                                                               |
| 2013 | Puthiya Thiruppangal              | Oruthuli Iruthuli                | Vidyasagar                                                    | Haricharan                                                               |
| 2013 | Kalyana Samayal Saadham           | Mella Sirithai                   | Arrora                                                        | Haricharan                                                               |
| 2013 | Meyyazhagi                        | Empaera                          | SP Abhishek                                                   | S. P. B. Charan                                                          |
| 2013 | Meyyazhagi                        | Paranthu Pochu Manamae           | SP Abhishek                                                   | Solo                                                                     |
| 2013 | Anjal Thurai                      | Iravu Neram                      | Hitesh                                                        | Solo                                                                     |
| 2013 | Anjal Thurai                      | Iravu Neram(Sad)                 | Hitesh                                                        | Priyadharshini                                                           |
| 2013 | Unnodu Oru Naal                   | Swasathil                        | Sivapiragasam                                                 | Solo                                                                     |
| 2013 | Mathappoo                         | Yaaridamum Sollathe              | Sabesh-Murali                                                 | Solo                                                                     |
| 2013 | Mai                               | Thada Thada Thada                | Kannan                                                        | Harini                                                                   |
| 2013 | Sonna Puriyathu                   | Kaaliyana Saalaiyil              | Yatish Mahadev                                                | S. P. B. Charan                                                          |
| 2013 | Maasani                           | Naan Paada                       | N. Fazil                                                      | Solo                                                                     |
| 2013 | Settai                            | Poyum Poyum Indha Kadhalukkulle  | S. Thaman                                                     | Sricharan                                                                |
| 2013 | Onbadhula Guru                    | Vidhavidhamaga                   | K                                                             | Vijay Prakash                                                            |
| 2012 | Neerparavai                       | Para Para(Sad)                   | N. R. Raghunanthan                                            | Solo                                                                     |
| 2012 | Nanban                            | Assku Lasska                     | Harris Jayaraj                                                | Vijay Prakash, Suvi Suresh                                               |
| 2012 | Thuppakki                         | Poi Varava                       | Harris Jayaraj                                                | Karthik                                                                  |
| 2012 | Oru Kal Oru Kannadi               | Akila Akila                      | Harris Jayaraj                                                | Aalap Raju, Sharmila                                                     |
| 2012 | Maalai Pozhuthin Mayakathile      | Nerathin Neramellam              | Achu                                                          | Narayan Nagendra Rao, Achu                                               |
| 2012 | Manam Kothi Paravai               | Enna Solla                       | D. Imman                                                      | Vijay Prakash                                                            |
| 2012 | Thadaiyara Thakka                 | Kalangal                         | S. Thaman                                                     | Javed Ali                                                                |
| 2012 | Raattinam                         | Yele Yepulla                     | Manu Ramesan                                                  | Karthik                                                                  |
| 2012 | Kandathum Kanathathum             | Oh Samurra Santhangal Podu       | Charlie VA                                                    | Solo                                                                     |
| 2012 | Padam Paarthu Kathai Sol          | Ival Yaaro                       | Ganesh Ragavendran                                            | Harish Raghavendra                                                       |
| 2012 | Oo La La La                       | Oh Thozhiye                      | Sekar Chandra                                                 | Ranjith                                                                  |
| 2012 | Suriya Nagaram                    | Kichu Kichu                      | Phenvyali                                                     | Solo                                                                     |
| 2012 | Suriya Nagaram                    | Unnai Pirivena                   | Phenvyali                                                     | Karthik                                                                  |
| 2012 | Naanga                            | Idhazhil                         | Bala Bharathi                                                 | Karthik                                                                  |
| 2012 | Kondan Koduthan                   | Thanjavur Gopuram Azhagu         | Deva                                                          | S. P. Balasubrahmanyam                                                   |
| 2012 | Kondan Koduthan                   | Paatha Pakure                    | Deva                                                          | Aadhithya Ram                                                            |
| 2012 | Kondan Koduthan                   | Paavadai Pattam Poochiye         | Deva                                                          | Karthik                                                                  |
| 2012 | Ambuli                            | Nenjukulla Yaaru                 | K. Venkat Prabhu Shankar                                      | Karthik                                                                  |
| 2012 | Medhai                            | Nilavukku Piranthaval Evalo      | Dhina                                                         | Harish Raghavendra                                                       |
| 2012 | Vinayaga                          | Idhu Kadhal Varum Samayam        | Sham Prasen                                                   | Unni Krishnan                                                            |
| 2012 | Ariyaan                           | Vizhiyaal                        | Vikram Varman                                                 | Solo                                                                     |
| 2012 | Ariyaan                           | Nee Irukkum Naal Varaikkum       | Vikram Varman                                                 | Karthik                                                                  |
| 2012 | Mugamoodi                         | Mayaavi                          | K                                                             | Solo                                                                     |
| 2012 | Eppadi Manasukkul Vanthai         | Eppadi Manasukkul Vanthai        | A. J. Daniel                                                  | Naresh Iyer                                                              |
| 2011 | Vaagai Sooda Vaa                  | Sara Sara                        | M. Ghibran                                                    | Solo                                                                     |
| 2011 | Engaeyum Eppothum                 | Sotta Sotta                      | C. Sathya                                                     | C. Sathya                                                                |
| 2011 | Vazhividu Kannae Vazhividu        | Mazhai Varum Pozhuthil           | Aathish Uththiriyan                                           | Unni Krishnan                                                            |
| 2011 | Mahaan Kanakku                    | Vizhigal Podhum                  | Dhina                                                         | Solo                                                                     |
| 2011 | Neeye En Kadhali                  | Iravinil Undhan                  | Prem Kumar                                                    | Solo                                                                     |
| 2011 | Poraali                           | Engirunthu                       | Sundar C Babu                                                 | Solo                                                                     |
| 2011 | Poraali                           | Yaar Ivan (Female)               | Sundar C Babu                                                 | Solo                                                                     |
| 2011 | Vithagan                          | Kadalirandu Thuliyirandaai       | Joshua Sridhar                                                | Solo                                                                     |
| 2011 | Ra.One                            | En Uyir                          | Vishal-Shekhar                                                | Solo                                                                     |
| 2011 | Ko                                | Amali Thumali                    | Harris Jayaraj                                                | Hariharan, Swetha Mohan                                                  |
| 2011 | Ra Ra                             | Mayakiputtalae                   | Srikanth Deva                                                 | Naresh Iyer                                                              |
| 2011 | Aayiram Vilakku                   | Radhiye                          | Srikanth Deva                                                 | Harish Raghavendra                                                       |
| 2011 | Mudhal Idam                       | Aiythaanay                       | D. Imman                                                      | D. Imman                                                                 |
| 2011 | Karungali                         | Boomi Thaduthalum                | Srikanth Deva                                                 | Solo                                                                     |
| 2011 | Karungali                         | Mansurunkiyathe                  | Srikanth Deva                                                 | Solo                                                                     |
| 2011 | Theneer Viduthi                   | Ennavo Pannuthu                  | S. S. Kumaran                                                 | S. S. Kumaran                                                            |
| 2011 | Kanden                            | Yavarukkum Thalaivan             | Vijay Ebenezer                                                | Sendhil Dass                                                             |
| 2011 | Maithanam                         | Kanava Nesama                    | Sabesh-Murali                                                 | Solo                                                                     |
| 2011 | Engeyum Kadhal                    | Nenjil Nenjil                    | Harris Jayaraj                                                | Harish Raghavendra                                                       |
| 2011 | Kullanari Koottam                 | Vizhigalile                      | V. Selvaganesh                                                | Karthik                                                                  |
| 2011 | Muthukku Muthaga                  | Enna Panni Tholache              | Kavi Priya Thambi                                             | Vijay Yesudas                                                            |
| 2011 | Kadhalar Kudiyiruppu              | Uyirodu Uyiril                   | James Vasanthan                                               | Solo                                                                     |
| 2011 | Aadu Puli                         | Annakili Okkarum                 | Sundar C Babu                                                 | Karthik                                                                  |
| 2011 | Aadu Puli                         | Annakkili Okkarum(Humming)       | Sundar C Babu                                                 | Karthik                                                                  |
| 2011 | Thoonga Nagaram                   | Koorana Parvaigal                | Sundar C Babu                                                 | Hariharan                                                                |
| 2011 | Vaada Poda Nanbargal              | Nammai Thandi                    | Siddharth                                                     | V. Prasanna, Aiswathu                                                    |
| 2011 | Ilaignan                          | Imaithuthane                     | Vidyasagar                                                    | Solo                                                                     |
| 2010 | Vinnaithaandi Varuvaaya           | Anbil Avan                       | A. R. Rahman                                                  | Devan Ekambaram                                                          |
| 2010 | Enthiran                          | Kilimanjaro                      | A. R. Rahman                                                  | Javed Ali                                                                |
| 2010 | Villalan                          | Naan Naanalla                    | Ravi Ragav                                                    | Karthik                                                                  |
| 2010 | Siddhu +2                         | Poove Poove                      | Dharan                                                        | Yuvan Shankar Raja                                                       |
| 2010 | Nellu                             | Kodiyodu Thamarai Poo            | S. S. Kumaran                                                 | Kaushik                                                                  |
| 2010 | Viruthagiri                       | Devathai Ondru                   | Sundar C. Babu                                                | Hariharan                                                                |
| 2010 | Vande Matharam                    | Vande Matharam                   | Vidyasagar                                                    | Harish Raghavendra                                                       |
| 2010 | Vamsam                            | Marudhaani Poovumele             | Taj Noor                                                      | MK Balaji                                                                |
| 2010 | Virundhali                        | Kokha Kokha Kozhi                | S. S. Kumaran                                                 | Vinitha                                                                  |
| 2010 | Sivappu Mazhai                    | Kadhal Thaandi                   | Deva                                                          | Hariharan                                                                |
| 2010 | Jaggubhai                         | Apple Laptop                     | Rafee                                                         | Shankar Mahadevan                                                        |
| 2010 | Naanum En Kadhalum                | Poo Ondru Mothi                  | Mariya Manogar                                                | Karthik                                                                  |
| 2009 | Aadhavan                          | Vaarayo Vaarayo                  | Harris Jayaraj                                                | Unni Krishnan, Megha                                                     |
| 2009 | Pokkisham                         | Nila Ne Vaanam                   | Sabesh-Murali                                                 | Vijay Yesudas                                                            |
| 2009 | Ayan                              | Oyaayiye Yaayiye                 | Harris Jayaraj                                                | Benny Dayal, Haricharan                                                  |
| 2009 | Vennila Kabadi Kuzhu              | Lesa Parakkudhu                  | V. Selvaganesh                                                | Karthik                                                                  |
| 2009 | Moonar                            | Konjam Poo Konjam Then           | Ravi Deventhiran                                              | Karthik                                                                  |
| 2009 | Moonar                            | Min Minikku Thangachi            | Ravi Deventhiran                                              | Karthik                                                                  |
| 2009 | Madurai Sambavam                  | Kulathil Mudhal                  | Johan                                                         | Hariharan                                                                |
| 2009 | Pudhiya Payanam                   | Vaanavilley Unai Varaindhathu    | Prasad Ganesh                                                 | Solo                                                                     |
| 2009 | Anthony Yaar                      | Maniyosai Kekalaye               | Dhina                                                         | Sabesh-Murali                                                            |
| 2009 | Kadhalan Kadhali                  | Kadhal Rowdy Ennal               | Ilayaraja                                                     | Solo                                                                     |
| 2008 | Bheema                            | Enadhuyire                       | Harris Jayaraj                                                | Nikhil Mathew, Sadhana Sargam, Sowmiya Raoh                              |
| 2008 | Sakkarakatti                      | Chinnamma                        | A. R. Rahman                                                  | Benny Dayal                                                              |
| 2008 | Sakkarakatti                      | I Miss You Da                    | A. R. Rahman                                                  | Solo                                                                     |
| 2008 | Poo                               | Aavaram Poo                      | S. S. Kumaran                                                 | Solo                                                                     |
| 2008 | Vallamai Thaarayo                 | Aayiram Vaanavil                 | Bharathwaj                                                    | Solo                                                                     |
| 2008 | Pachai Niramae                    | Vayasu Sonnatha                  | Sriram                                                        | Solo                                                                     |
| 2008 | Thangam                           | Pattukkara Vaetti                | Srikanth Deva                                                 | Solo                                                                     |
| 2008 | Nenjathai Killadhe                | Oru Manasuls Iru Manam           | Premji Amaran                                                 | Haricharan                                                               |
| 2008 | Aayutham Seivom                   | Innum Oru                        | Srikanth Deva                                                 | Krish                                                                    |
| 2008 | Inbaa                             | Yaaro Yaaro                      | P. B. Balaji                                                  | Karthik                                                                  |
| 2008 | Thenavettu                        | Pattam Poochi                    | Srikanth Deva                                                 | Krish                                                                    |
| 2008 | Thozha                            | Adiye En Annakkili               | Premji Amaran                                                 | Vijay Yesudas                                                            |
| 2008 | Satrumun Kidaitha Thagaval        | Konjam                           | Bala                                                          | Harish Raghavendra                                                       |
| 2008 | Kannum Kannum                     | Ennaiyum Unnaiyum                | Dhina                                                         | Karthik                                                                  |
| 2008 | Thotta                            | Mugam Poo                        | Srikanth Deva                                                 | Naresh Iyer                                                              |
| 2007 | Sivaji                            | Sahana                           | A. R. Rahman                                                  | Udit Narayan, A. R. Rahman                                               |
| 2007 | Guru                              | Aaruyire                         | A. R. Rahman                                                  | A. R. Rahman, Murtuza Khan, Quadir Khan                                  |
| 2007 | Guru                              | Mayya Mayya                      | A. R. Rahman                                                  | Maryem Toller, Keerthi Sagathia                                          |
| 2007 | Mirugam                           | Oru Aattukutty Azhagaale         | Sabesh-Murali                                                 | Solo                                                                     |
| 2007 | Agra                              | Shaam Milan                      | C. S. Babu                                                    | Solo                                                                     |
| 2007 | Namnadu                           | Manasil Manasil                  | Srikanth Deva                                                 | Karthik                                                                  |
| 2007 | Vedha                             | Azhage Azhage                    | Srikanth Deva                                                 | Kay Kay                                                                  |
| 2006 | Veyil                             | Kaadhal Neruppin                 | G. V. Prakash Kumar                                           | Karthik                                                                  |
| 2006 | Oru Kalluriyin Kadhai             | Kadhal Enbathu                   | Yuvan Shankar Raja                                            | Harish Raghavendra                                                       |
| 2006 | Pachchak Kuthira                  | Sarasa Logha                     | Sabesh-Murali                                                 | Karthik, Suchitra, Pop Shalini, Vindhya                                  |
| 2006 | thunichal                         | paiyaa paiyaa                    | Premji Amaran                                                 | Vijay Yesudas                                                            |
| 2006 | Kalaaba Kadhalan                  | Thogai Virithoru                 | Niru                                                          | Solo                                                                     |
| 2006 | Nee Venunda Chellam               | Kannanai Ninaikamal              | Dhina                                                         | Solo                                                                     |
| 2006 | Amirtham                          | Nenje Nenje                      | Bhavatharini                                                  | Karthik                                                                  |
| 2006 | Amirtham                          | Kadhale Ennai                    | Bhavatharini                                                  | Srinivas                                                                 |
| 2006 | Arinthum Ariyaamalum              | Sil Sil                          | Yuvan Shankar Raja                                            | Sathyan                                                                  |
| 2006 | Kedi                              | Antha Vannam Pola                | Yuvan Shankar Raja                                            | Karthik                                                                  |
| 2006 | Kedi                              | Kunguma Poove                    | Yuvan Shankar Raja                                            | Ranjith                                                                  |
| 2005 | Kitcha Vayasu 16                  | Solla Mudiyala                   | Dhina                                                         | Hariharan                                                                |
| 2005 | Jore                              | Bed Boya                         | Deva                                                          | Prasanna Rao                                                             |
| 2005 | Sandakozhi                        | Ketta Kodukira Boomi             | Yuvan Shankar Raja                                            | Ganga, Jassie Gift, Sujatha Mohan                                        |
| 2005 | Kadhal FM                         | Mugama Manama                    | Arvind-Shankar                                                | Solo                                                                     |
| 2005 | Karka Kasadara                    | Noothana                         | Prayog                                                        | Harish Raghavendra                                                       |
| 2005 | Kuththu                           | Ennai Theendi Vittal             | Srikanth Deva                                                 | Prasanna Rao                                                             |
| 2005 | Vishwa Thulasi                    | Engu Piranthathu                 | Ilayaraja                                                     | Tippu                                                                    |
| 2004 | Pudhukottaiyilirundhu Saravanan   | Pudhu Kadhal                     | Yuvan Shankar Raja                                            | Ranjith                                                                  |
| 2004 | Anbe Un Vasam                     | Kanna                            | Dhina                                                         | Solo                                                                     |
| 2004 | Chellame                          | Kadhalikkum Aasai                | Harris Jayaraj                                                | Kay Kay, Timmy, Mahathi                                                  |
| 2004 | Thathithavuthu Manasu             | Poo Poo Poonkuruvi               | Deva                                                          | S. P. Balasubrahmanyam                                                   |
| 2004 | Idhayame                          | Namma Ooru                       | Pradeep Ravi                                                  | Tippu                                                                    |
| 2004 | New                               | If You Wanna                     | A. R. Rahman                                                  | Anupama, Aparna                                                          |
| 2004 | Oru Murai Sollividu               | Eppadi Solvadhu                  | Bharathwaj                                                    | Unni Krishnan                                                            |
| 2004 | Kadhal Sarigama                   | Thanniril Meen Ondru             | Dhina                                                         | Solo                                                                     |
| 2004 | Kannadi Pookkal                   | Chinna Chinna Vennilave (Female) | S. A. Rajkumar                                                | Solo                                                                     |
| 2004 | Giri                              | Oppanakkara Veedhiyile           | D. Imman                                                      | Karthik                                                                  |
| 2004 | Jananam                           | Neethane Enmele                  | Bharathwaj                                                    | Harish Raghavendra                                                       |
| 2003 | Enakku 20 Unakku 18               | Oru Nanban Irundhal              | A. R. Rahman                                                  | S. P. B. Charan, Venkat Prabhu                                           |
| 2003 | Enakku 20 Unakku 18               | Sandhippoma                      | A. R. Rahman                                                  | Unni Menon, Anupama                                                      |
| 2003 | Nala Damayanthi                   | Enna Ithu Enna Ithu              | Ramesh Vinayakam                                              | Ramesh Vinayakam                                                         |
| 2003 | Boys                              | Please Sir                       | Kunal Ganjawala, Benny Dayal, Clinton Cerejo, S. P. B. Charan | A. R. Rahman                                                             |
| 2003 | Vaseegara                         | Oru Thadavai Solvaya             | S. A. Rajkumar                                                | Hariharan                                                                |
| 2003 | Kangalal Kaidhu Sei               | Ennuyir Thozhi                   | A. R. Rahman                                                  | Unni Menon                                                               |
| 2003 | Whistle                           | Kirukka Kadhal Kirukka           | D. Imman                                                      | Srinivas                                                                 |
| 2003 | Sena                              | Uyir Pirinthalum                 | D. Imman                                                      | Prathap Chandran, Rozan                                                  |
| 2003 | Thithikkuthe                      | Mainave Mainave                  | Harini                                                        | Vidyasagar                                                               |
| 2003 | Kadhal Kirukkan                   | Poovae Mudhal Poovae             | Deva                                                          | Solo                                                                     |
| 2003 | Anbe Un Vasam                     | Thirumugam Therinthathu          | Dhina                                                         | Solo                                                                     |
| 2003 | Eera Nilam                        | Poothana                         | Sirpy                                                         | Solo                                                                     |
| 2003 | Soori                             | Pirivellam                       | Deva                                                          | Harish Raghavendra                                                       |
| 2002 | Five Star                         | Five Star                        | Parasuram Radha                                               | Anuradha Sriram, Subha Mudgal, Timmy                                     |
| 2002 | Kannathil Muthamittal             | Kannathil Muthamittal I          | A. R. Rahman                                                  | P. Jayachandran                                                          |
| 2002 | Kannathil Muthamittal             | Kannathil Muthamittal II         | A. R. Rahman                                                  | P. Jayachandran                                                          |

### Liste der Songs auf Telugu
| Jahr | Film                            | Lied                              | Komposition                      | Co-Gesang                               |
| ---- | ------------------------------- | --------------------------------- | -------------------------------- | --------------------------------------- |
| 2017 | Ninnu Kori                      | Unnattundi Gundey                 | Gopi Sunder                      | Karthik                                 |
| 2017 | Cheliyaa                        | Allei Allei                       | A. R. Rahman                     | Abhay Jodhpurkar                        |
| 2017 | Rogue                           | Ghumsudha                         | Sunil Kashyap                    | Solo                                    |
| 2016 | Majnu                           | Oye Meghamla                      | Gopi Sunder                      | Solo                                    |
| 2016 | Sahasam Swasaga Sagipo          | Kannulla Munde                    | A. R. Rahman                     | Haricharan                              |
| 2016 | Babu Bangaram                   | Raaka Raaka                       | M. Ghibran                       | Yazin Nizar                             |
| 2016 | 24                              | Prema Parichayame                 | A. R. Rahman                     | Hriday Gattani                          |
| 2016 | Janaki Ramudu                   | Varamaa Varamaa                   | Gifton Elias                     | Solo                                    |
| 2016 | Nayaki                          | Idemito                           | Raghu Kunche                     | Solo                                    |
| 2016 | Sardaar Gabbar Singh            | Nee Chepakallu                    | Devi Sri Prasad                  | Sagar                                   |
| 2016 | Nannu Vadali Neevu Polevule     | Mora Saiyyan                      | Amrit                            | Haricharan                              |
| 2016 | Kalyana Vaibhogame              | Manasantha Meghamai               | Kalyan Koduri                    | Solo                                    |
| 2015 | Abbayitho Ammayi                | Kanulu Kalanu Piliche             | Ilayaraja                        | Haricharan                              |
| 2015 | Nenu Rowdy Ne                   | Nuvvu Nenu                        | Anirudh Ravichander              | Ranjith                                 |
| 2015 | Puli                            | Manmadhuda Manmadhuda             | Devi Sri Prasad                  | Sooraj Santhosh, M. L. R. Karthikeyan   |
| 2015 | Bhale Bhale Magadivoy           | Hello Hello                       | Gopi Sunder                      | Karthik                                 |
| 2015 | Jayasurya                       | Telugu Thanama                    | D. Imman                         | Hemachandra, Sharanya Gopinath          |
| 2015 | Rudhramadevi                    | Anthapuramlo Andala Chilaka       | Ilayaraja                        | Sadhana Sargam, K. S. Chithra           |
| 2015 | Prema Leela                     | Prema Thana Dhanamaaye            | Himesh Reshammiya                | Solo                                    |
| 2015 | Prema Leela                     | Atanike Telusa Sneham             | Himesh Reshammiya                | Sathya Prakash                          |
| 2015 | Prema Leela                     | Nijame Priya                      | Himesh Reshammiya                | Solo                                    |
| 2015 | Rakshasudu                      | Nee Needavutha                    | Yuvan Shankar Raja               | Karthik                                 |
| 2015 | Current Theega                  | Padaharellaina                    | Achu Rajamani                    | Solo                                    |
| 2015 | Yendha Vaadu Gaanie             | Manasuna Edho Raagam              | Harris Jayaraj                   | Solo                                    |
| 2015 | Anekudu                         | Roja Kadali                       | Harris Jayaraj                   | Vijay Prakash                           |
| 2015 | Mosagaallaku Mosagaadu          | Naavaadai                         | Manikanth Kadri                  | Nakul Abhyan                            |
| 2014 | Govindudu Andarivadele          | Ra Ra Kumara                      | Yuvan Shankar Raja               | Solo                                    |
| 2014 | Malli Malli Idi Rani Roju       | Yenno Yenno                       | Gopi Sunder                      | Karthik                                 |
| 2014 | Run Raja Run                    | Vadhantune                        | M. Ghibran                       | Solo                                    |
| 2014 | Nene                            | Laksha Calorie                    | Harris Jayaraj                   | Arjun Menon                             |
| 2014 | Nene                            | Ninne Ninne                       | Harris Jayaraj                   | Unni Krishnan, Pravin Saivi             |
| 2014 | Karthikeya                      | Inthalo Ennenni Vinthalo (Female) | Sekhar Chandra                   | Solo                                    |
| 2014 | Ra Ra Krishnayya                | Onam Onam                         | Achu Rajamani                    | Achu Rajamani                           |
| 2014 | Vikramasimha                    | Hridhayam                         | A. R. Rahman                     | Mano                                    |
| 2013 | Om 3D                           | Endukila                          | Achu Rajamani                    | Haricharan                              |
| 2013 | Kadali                          | Magidi Magidi                     | A. R. Rahman                     | Aaryan Dinesh Kanagaratnam, Tanvi Shah  |
| 2013 | Varna                           | Tholi Merupa                      | Harris Jayaraj                   | Karthik                                 |
| 2013 | Naa Sami Ranga                  | Ento Gonthu                       | Agasthya                         | Solo                                    |
| 2013 | Park                            | If You Wanna                      | M. M. Srilekha                   |                                         |
| 2013 | Nenem … Chinna Pillana?         | Nelakila Digivachenule            | M. M. Srilekha                   | Ranjith                                 |
| 2013 | Traffic                         | Kalale                            | Mejo Joseph                      | Unni Krishnan                           |
| 2013 | Traffic                         | Kalale (Solo)                     | Mejo Joseph                      | Solo                                    |
| 2013 | Welcome Obama                   | Aakasaanante                      | Singeetam Srinivasa Rao          | Solo                                    |
| 2013 | Welcome Obama                   | Bujji Bujji Nadakalatho           | Singeetam Srinivasa Rao          | Solo                                    |
| 2012 | Malli Vs Raviteja               | Naa Pranamey                      | S. S. Kumaran                    | Solo                                    |
| 2012 | Yem Babu Laddu Kavala           | Entha Bagundho                    | M. M. Srilekha                   | Simha                                   |
| 2012 | Gajaraju                        | Cheppinaadhey Thana Premani       | D. Imman                         | K. G. Ranjith                           |
| 2012 | Snehituda                       | Asku Laska                        | Harris Jayaraj                   | Vijay Prakash, Suvi Suresh              |
| 2012 | Endukante… Premanta!            | Yegiri Pove                       | G. V. Prakash Kumar, Hemachandra |                                         |
| 2011 | Pilla Zamindar                  | Oopiri Aadadu                     | V. Selvaganesh                   | Karthik                                 |
| 2011 | Daggaraga Dooramga              | Anakey                            | Raghu Kunche                     | Raghu Kunche                            |
| 2011 | Mogudu                          | Aakalakalaka                      | Babu Shankar                     | Hemachandra                             |
| 2011 | Shakti                          | Mathileka Pichiga                 | Mani Sharma                      | Ranjith                                 |
| 2011 | Oosaravelli                     | Yelango Yelango                   | Devi Sri Prasad                  | Jaspreet Jasz                           |
| 2011 | Rangam                          | Nemali Kulukula                   | Harris Jayaraj                   | Unni Krishnan, Swetha Mohan             |
| 2011 | Ninnu Choosthe Love Vasthundi   | Ninne Ninne Varincheno            | Harris Jayaraj                   | Harish Raghavendra                      |
| 2010 | Ye Maaya Chesave                | Manasa                            | A. R. Rahman                     | Devan Ekambaram                         |
| 2010 | Thakita Thakita                 | Manase Ato Ito                    | Bobo Shashi                      | Karthik                                 |
| 2010 | Police Police                   | Aaja Sakhi                        | Vishwa, Sai Karthik              | Prasanna Rao                            |
| 2010 | Bindass                         | Girija Girija                     | Bobo Shashi                      | Karthik                                 |
| 2010 | Shopping Mall                   | Naa Pranam                        | G. V. Prakash Kumar              | Haricharan                              |
| 2010 | Bheemili Kabaddi Jattu          | Nalo Parugulu                     | V. Selvaganesh                   |                                         |
| 2010 | Orange                          | Rooba Rooba                       | Harris Jayaraj                   | Shail Hada                              |
| 2010 | Robo                            | Kilimanjaro                       | A. R. Rahman                     | Javed Ali                               |
| 2009 | Satyameva Jeyate                | Love You Love You                 | S. Chinna                        | Rahul Nambiar                           |
| 2009 | Tholipata                       | Gunde Vedane Gonthulona           | Krishnavasa                      | Solo                                    |
| 2009 | Sweet Heart                     | Manasuki Rangulu Vesthe           | Nari Raj                         | Karthik                                 |
| 2009 | Ghatikudu                       | Mrogindi                          | Harris Jayaraj                   | Rahul Nambiar, Megha                    |
| 2009 | Priya Priyathama                | Oho Oho Oorodhili                 | Vidyasagar                       | Solo                                    |
| 2009 | Snehituda …                     | Chiluka Navvave                   | Shivaram Shankar                 | Karthik                                 |
| 2009 | Veedokkade                      | Oyaayiye Aayiye                   | Harris Jayaraj                   | Benny Dayal, Haricharan                 |
| 2008 | Manjeera                        | Toli Toli Saariga                 | Sekhar Chandra                   | Solo                                    |
| 2008 | Bheema                          | O Manasa                          | Harris Jayaraj                   | Nikhil Mathew, Sadhana Sargam           |
| 2008 | Maa Vaadu                       | Nijamena                          | Yuvan Shankar Raja               | Silambarasan, Raki                      |
| 2008 | Wall Poster                     | Jil Jil Nene                      | Lawarance Dasari                 | Solo                                    |
| 2008 | Karthika Masam                  | Neevu Leni Vela                   | Lakshmi Vinayak                  | S. P. B. Charan                         |
| 2008 | Andamaina Manasulo              | Anuyuddham                        | R. P. Patnaik                    | Pranavi                                 |
| 2007 | Naa Manasukemaindi              | Sakhude Sakhude                   | R. P. Patnaik                    | Karthik                                 |
| 2007 | Gurukanth                       | Nuvve Lekha                       | A. R. Rahman                     | A. R. Rahman, Murtuza Khan, Quadir Khan |
| 2007 | Gurukanth                       | Mayya Mayya                       | A. R. Rahman                     | Maryem Tollar, Keerthi Sagathia         |
| 2007 | Neevalle Neevalle               | Hello Miss Imsaiyae               | Harris Jayaraj                   | G. V. Prakash Kumar                     |
| 2007 | Sivaji                          | Sahana                            | A. R. Rahman                     | Udit Narayan                            |
| 2007 | Tinnama Padukunnama, Tellarinda | Padaharu Kanne Prayama            | M. M. Srilekha                   | Haricharan                              |
| 2006 | Chukkallo Chandrudu             | Prema Paravasham                  | Chakri                           | Karthik                                 |
| 2006 | Vesavi                          | Kadaley Nadipey Nayanam           | G. V. Prakashkumar               | Karthik                                 |
| 2006 | Tata Birla Madhyalo Laila       | Poovai Pona Cheliya               | M. M. Srilekha                   | Vijay Yesudas                           |
| 2006 | Kalisunte                       | Jil Jil Vaana                     | Yuvan Shankar Raja               | Sathyan                                 |
| 2006 | Jadoo                           | Aakashamalle                      | Yuvan Shankar Raja               | Karthik                                 |
| 2006 | Jadoo                           | Thaluku Thaluku                   | Yuvan Shankar Raja               | Ranjith                                 |
| 2003 | Naaga                           | Megham Karigenu                   | Deva                             | Karthik                                 |
| 2002 | Allari                          | Kingini Mangini                   | Paul Jacob                       | Suresh Peters, Aparna                   |
| 2002 | Amrutha                         | Ye Devi Varamu I                  | A. R. Rahman                     | Hariharan                               |
| 2002 | Amrutha                         | Ye Devi Varamu II                 | A. R. Rahman                     | S. P. Balasubhramaniyam                 |

### Liste der Songs auf Hindi
| Jahr | Film                    | Lied                   | Komposition        | Co-Gesang                                      |
| ---- | ----------------------- | ---------------------- | ------------------ | ---------------------------------------------- |
| 2016 | Dongari Ka Raja         | Piya Tu Piya           | Asad Khan          | Arijit Singh                                   |
| 2015 | Brothers                | Mera Naam Mary         | Ajay-Atul          | Solo                                           |
| 2015 | Puli                    | Baadalon Se            | Devi Sri Prasad    | Jaspreet Jasz                                  |
| 2015 | Guddu Rangeela          | Sooiyan                | Amit Trivedi       | Arijit Singh                                   |
| 2015 | Guddu Rangeela          | Saheban                | Amit Trivedi       | Amit Trivedi, Shahid Mallya                    |
| 2014 | 2 States                | Mast Magan             | Shankar-Ehsaan-Loy | Arijit Singh                                   |
| 2014 | Samrat & Co             | O Humnava              | Mithoon            | Gajendra Varma, Mithoon                        |
| 2014 | Samrat & Co             | Shukra Tera            | Mithoon            | Arijit Singh                                   |
| 2014 | Hasee Toh Phasee        | Zehnaseeb              | Vishal-Shekhar     | Shekhar Ravjiani                               |
| 2013 | Phata Poster Nikla Hero | Main Rang Sharbaton Ka | Pritam Chakraborty | Atif Aslam                                     |
| 2013 | Chennai Express         | Titli                  | Vishal-Shekhar     | Gopi Sunder, Srimathumitha                     |
| 2013 | Raanjhanaa              | Ay Sakhi               | A. R. Rahman       | Madhushree, Vaishali, Aanchal Sethi            |
| 2010 | Jhootha Hi Sahi         | Maiyya Yashoda         | A. R. Rahman       | Javed Ali                                      |
| 2010 | Lamhaa                  | Madno                  | Mithoon            | Kshitij Tarey                                  |
| 2010 | Lamhaa                  | Sajnaa                 | Mithoon            | Mika Singh                                     |
| 2010 | Robot                   | Kilimanjaro            | A. R. Rahman       | Javed Ali                                      |
| 2009 | Delhi-6                 | Dil Gira Dafatan       | A. R. Rahman       | Ash King                                       |
| 2007 | Guru                    | Tere Bina              | A. R. Rahman       | A. R. Rahman                                   |
| 2007 | Guru                    | Mayya                  | A. R. Rahman       | Maryem Tollar, Keerthi Sagathia                |
| 2007 | Sivaji                  | Suhana Sama            | A. R. Rahman       | Udit Narayan                                   |
| 2005 | Mangal Pandey           | Holi Re                | A. R. Rahman       | Aamir Khan, Udit Narayan, Madhushree, Srinivas |

### Liste der Songs auf Kannada
| Jahr | Film                         | Lied                     | Komposition      | Co-Gesang                |
| ---- | ---------------------------- | ------------------------ | ---------------- | ------------------------ |
| 2017 | Manasu Mallige               | Thangaliya Roopa         | Ajay-Atul        | Ajay Gogavale            |
| 2017 | Rogue                        | Ghumsudha                | Sunil Kashyap    | Solo                     |
| 2016 | Sipaayi                      | Nanna Kanasina           | Ajaneesh Loknath | Ajaneesh Loknath         |
| 2014 | Ninnindale                   | Ninthe Ninthe            | Mani Sharma      | Vijay Prakash, Sudhamayi |
| 2012 | Godfather                    | Nannede Sruthiyalli      | A. R. Rahman     | Vijay Prakash            |
| 2012 | Godfather                    | Neene Ee Kanna Honganasu | A. R. Rahman     | Abhay Jodhpurkar         |
| 2010 | Police Quarter               | Biseyada Suddioneda      | James Vasanthan  | Solo                     |
| 2008 | Athmiya                      | Maleye Maleye            | Manoj George     | Solo                     |
| 2008 | Athmiya                      | Aralisu Baa Eega         | Manoj George     | Rajesh Krishnan          |
| 2008 | Inthi Ninna Preethiya        | Madhuravana              | Sadhu Kokila     | Solo                     |
| 2008 | Cee Galli                    | Yelae                    | G. R. Shankar    | Kunal Ganjawala          |
| 2008 | Cee Galli                    | Kathegara Yaruvane       | G. R. Shankar    | Kunal Ganjawala          |
| 2008 | Chikkamangalur Chikkamallige | Ho Vasundara             | K. Kalyan        | Priyadharshini Ram       |
| 2008 | Mast Maja Maadi              | Chori Chori              | PB Balaji        | Karthik                  |
| 2008 | Gange Baare Tunge Baare      | Nadhiyaagi               | Sadhu Kokila     | Udit Narayan             |
| 2008 | Hani Hani                    | Beda Beda                | S. Chinna        | Gurukiran                |

### Liste der Songs auf Malayalam
| Jahr | Film              | Lied                          | Komposition     | Co-Gesang |
| ---- | ----------------- | ----------------------------- | --------------- | --- |
| 2017 | Raja Kireedam     | Radhamma Radhamma             | Anoop Rubens    | Vijay Yesudas |
| 2017 | C/O Saira Banu    | Aaromale (Female Version)     | Mejo Joseph     | Solo |
| 2016 | Majnu             | Thoo Megham Pol               | Gopi Sunder     | Solo |
| 2016 | Sambar            | Oro Dhinam Oro Mukham         | Sunny Viswanath | Solo |
| 2016 | Mudhugauv         | Halli Sreehalli               | Rahul Raj       | Rahul Raj |
| 2016 | Action Hero Biju  | Oonjalilaadi Vanna            | Jerry Amaldev   | Jerry Amaldev |
| 2015 | Nirnayakam        | Ilaveyil Chirakkumaay         | M Jayachandran  | Anoop Shankar |
| 2014 | Cousins           | Neeyen Vennila                | M. Jayachandran | Haricharan |
| 2013 | Orissa            | Jhum Thana                    | Ratheesh Vegha  | Solo |
| 2012 | Manthrikan        | Swarnatherileri               | S. Balakrishnan | Lijesh |
| 2012 | Hero              | Maayaathe Ormayil             | Gopi Sunder     | Haricharan |
| 2012 | Karmayogi         | Malar Manjariyil (Duet)       | Ouseppachan     | Ranjith Govind |
| 2012 | Karmayogi         | Malar Manjariyil (Female)     | Ouseppachan     | Solo |
| 2011 | Traffic           | Unaroo Mizhiyazhake           | Mejo Joseph     | Solo |
| 2010 | Oru Small Family  | Swantham Swantham             | M. Jayachandran | Vijay Yesudas |
| 2010 | Vandae Maatharam  | Vandae Maatharam              | D. Imman        | D Imman, Vijay Yesudas, Krish, Benny Dayal, Haricharan, Harish Raghavendra, Mathangi, Pop Shalini, Srilekha Parthasarathy, Suchithra, Karthik |
| 2009 | Utharaswayamvaram | Mallike Mallike               | M. Jayachandran | Vijay Yesudas |
| 2005 | Iniyennum         | Oh Priyane                    | M. Jayachandran | Solo |
| 2004 | Akale             | Pravukal                      | M. Jayachandran | Solo |
| 2003 | Thilakkam         | Enna Thavam Seythaney Yashoda | Papanasam Sivan | Baby Nimisha |
| 2002 | Vaalkannadi       | Kukku Kukku                   | M Jayachandran  | M Jayachandran |

### Liste der Songs auf Marathi
| Jahr | Film   | Lied                   | Komposition | Co-Gesang     |
| ---- | ------ | ---------------------- | ----------- | ------------- |
| 2016 | Sairat | Sairat Zaala Ji        | Ajay-Atul   | Ajay Gogavale |
| 2015 | Baji   | Majha Baji             | Atif Afzal  | Solo          |
| 2015 | Baji   | Shravan Shravan        | Atif Afzal  | Atif Afzal    |
| 2015 | Baji   | Majha Baji (Unplugged) | Atif Afzal  | Solo          |

### Singles
- Anbin Thooral
- Sneha Saandvanam
- Prema Chinukulu

### Titelsongs für TV-Serien
| Song           | Serie                   | Sprache          |
| -------------- | ----------------------- | ---------------- |
| All songs      | Ramayanam               | Tamil            |
| Snehidi        | Anbulla Snehidiye       | Tamil            |
| Natakam        | Natakam                 | Telugu           |
| Paathaigal     | Paathaigal              | Tamil            |
| Sarathakam     | Sarathakam              | Telugu           |
| Pratigatana    | Pratigatana             | Telugu           |
| Naana          | Naana                   | Telugu           |
| Vaaram         | Vaaram                  | Tamil            |
| Ganga          | Ganga Gayathri          | Tamil            |
| Kanavugal      | Kanavugal               | Tamil            |
| Maraka         | Maraka Mudiyuma         | Tamil            |
| Marum Yugangal | Simran Thirai           | Tamil and Telugu |
| Oru Siru Siru  | Idhayam Thotta Kathigal | Tamil            |
| Oru Nathi      | Saratha                 | Tamil            |
| Pookkal Adhu   | Appa                    | Tamil            |
| Thooradha      | Meera                   | Tamil            |
| Uyire Uyirin   | Kanmaniye               | Tamil            |
| Kodi Mullai    | Kodi Mullai             | Tamil            |
| Mullai Malli   | Aadhira                 | Tamil            |

## Synchronrollen
| Jahr | Film                                             | Stimme für           |
| ---- | ------------------------------------------------ | -------------------- |
| 2006 | Sillunu Oru Kadhal                               | Bhumika Chawla       |
| 2007 | Unnale Unnale                                    | Tanisha              |
| 2007 | Satham Podathey                                  | Padmapriya           |
| 2008 | Jayamkondaan                                     | Lekha Washington     |
| 2008 | Dhaam Dhoom                                      | Kangana Ranaut       |
| 2008 | Sakkarakatti                                     | Vedhika Kumar        |
| 2008 | Vaaranam Aayiram / Surya S/O Krishnan (Telugu)   | Sameera Reddy        |
| 2009 | TN-07 AL 4777                                    | Meenakshi            |
| 2009 | Yavarum Nalam                                    | Neetu Chandra        |
| 2009 | Modhi Vilayaadu                                  | Kajal Aggarwal       |
| 2009 | Kandein Kadhalai / Priya Priyatama (Telugu 2011) | Tamannaah Bhatia     |
| 2010 | Aasal                                            | Sameera Reddy        |
| 2010 | Rakta Charitra                                   | Radhika Apte         |
| 2010 | Theeradha Vilaiyattu Pillai / Khilladi (Telugu)  | Neetu Chandra        |
| 2010 | Vinnaithaandi Varuvaayaa                         | Trisha Krishnan      |
| 2010 | Ye Maaya Chesave                                 | Samantha Ruth Prabhu |
| 2010 | Sura                                             | Tamannaah Bhatia     |
| 2010 | Manmadha Baanam (Telugu)                         | Trisha Krishnan      |
| 2011 | Ko / Rangam (Telugu)                             | Karthika Nair        |
| 2011 | Nadunissi Naaygal / Erra Gulabilu (Telugu)       | Sameera Reddy        |
| 2011 | Vanthaan Vendraan                                | Taapsee Pannu        |
| 2011 | Dhada                                            | Kajal Agarwal        |
| 2011 | Dookudu                                          | Samantha Ruth Prabhu |
| 2011 | Vedi                                             | Sameera Reddy        |
| 2011 | Osthe                                            | Richa Gangopadhyay   |
| 2012 | Vettai                                           | Sameera Reddy        |
| 2012 | Ekk Deewana Tha                                  | Amy Jackson          |
| 2012 | Sri Rama Rajyam (Tamil)                          | Nayantara            |
| 2012 | Muppozhudhum Un Karpanaigal                      | Amala Paul           |
| 2012 | Eega                                             | Samantha Ruth Prabhu |
| 2012 | Naan Ee                                          | Samantha Ruth Prabhu |
| 2012 | Maattrraan                                       | Kajal Aggarwal       |
| 2012 | Brothers                                         | Kajal Aggarwal       |
| 2012 | Andala Rakshasi                                  | Lavanya Tripathi     |
| 2012 | Yeto Vellipoyindhi Manasu                        | Samantha Ruth Prabhu |
| 2013 | Seethamma Vakitlo Sirimalle Chettu               | Samantha Ruth Prabhu |
| 2013 | Atharintiki Daaredi                              | Samantha Ruth Prabhu |
| 2013 | Ramayya Vasthavayya                              | Samantha Ruth Prabhu |
| 2013 | Thoofan                                          | Priyanka Chopra      |
| 2014 | Irandam Ulagam                                   | Anushka Shetty       |
| 2014 | Ala Ela                                          | Hebah Patel          |
| 2014 | Endrendrum Punnagai                              | Trisha Krishnan      |
| 2014 | Aaha Kalyanam                                    | Vaani Kapoor         |
| 2014 | Alludu Seenu                                     | Samantha Ruth Prabhu |
| 2014 | Manam                                            | Samantha Ruth Prabhu |
| 2014 | Oka Laila Kosam                                  | Pooja Hegde          |
| 2014 | Lingaa                                           | Sonakshi Sinha       |
| 2015 | I (Hindi)                                        | Amy Jackson          |
| 2015 | Bale Bale Magadivoy                              | Lavanya Tripathi     |
| 2015 | S/O Satyamurthy                                  | Samantha Ruth Prabhu |
| 2016 | Policeodu                                        | Samantha Ruth Prabhu |
| 2016 | Nenu Rowdy Ne                                    | Nayanthara           |
| 2016 | Brahmotsavam                                     | Samantha Ruth Prabhu |
| 2016 | Sarrainodu                                       | Rakul Preet Singh    |
| 2016 | 24                                               | Samantha Ruth Prabhu |
| 2016 | A Aa                                             | Samantha Ruth Prabhu |
| 2016 | Janatha Garage                                   | Samantha Ruth Prabhu |
| 2016 | Majnu                                            | Anu Emmanuel         |
| 2016 | Jaguar                                           | Deepti Sati          |
| 2016 | Premam                                           | Shruthi Haasan       |
| 2016 | Sahasam Swasaga Sagipo                           | Manjima Mohan        |